# 中部森林管理局
中部森林管理局（日语：／ Chūbu shinrin kanrikyoku */?）是日本林野廳在長野縣長野市的地方支分部局，管轄範圍為長野縣、富山縣、岐阜縣和愛知縣。另外，靜岡縣受關東森林管理局管轄，石川縣和三重縣則受近畿中國森林管理局管轄。

## 組織
- 中部森林管理局（長野市）
  - 名古屋事務所（名古屋市）
  - 森林技術中心（岐阜県下呂市）
  - 木曾森林環境保全交流中心（長野県木曾郡木曾町）

## 管内森林管理署

### 愛知縣内
- 愛知森林管理事務所

### 富山縣内
- 富山森林管理署

### 長野縣内
- 北信森林管理署
- 中信森林管理署
- 東信森林管理署
- 南信森林管理署
- 木曽森林管理署
  - 南木曾支署

### 岐阜縣内
- 飛驒森林管理署
- 岐阜森林管理署
- 東濃森林管理署

## 關聯項目
- 林野廳
- 神宮備林

## 外部連結
- （日語）中部森林管理局（页面存档备份，存于）